# Astronaut (película)
Astronaut (en Latinoamérica: Un sueño extraordinario) es una película canadiense de drama de 2019 escrita y dirigida por Shelagh McLeod. La película está protagonizada por Richard Dreyfuss, Lyriq Bent, Krista Bridges, Richie Lawrence, Graham Greene y Colm Feore. Se estrenó en el Festival Internacional de Cine de Edimburgo el 22 de julio de 2019 y corresponde al primer largometraje de McLeod.

## Sinopsis
Angus (Richard Dreyfuss) es un hombre mayor, recientemente viudo, que vive con su hija (Krista Bridges), el marido de ella (Lyeiq Bent) y su nieto (Richie Lawrence), quien, para no causar problemas en la familia, se muda a un hogar de ancianos.
Cuando un multimillonario (Colm Feore) anuncia en televisión que hará un concurso para que tres personas puedan volar al espacio en el primer vuelo comercial de la historia, Angus ve la oportunidad de vivir el sueño de toda su vida. Mintiendo sobre su edad e impulsado por su nieto, ingresa con éxito a la competencia y gana uno de los tres lugares. Pero pronto descubre que algo no anda bien.

## Reparto
- Richard Dreyfuss como Angus
- Lyriq Bent como Jim
- Colm Feore como Marcus
- Krista Bridges como Molly
- Art Hindle como Joe
- Richie Lawrence como Barney
- Graham greene como len
- Jennifer Phipps como Alice
- Joan Gregson como Frannie

## Lanzamiento
Astronaut se estrenó en el Festival Internacional de Cine de Edimburgo el 22 de julio de 2019 y se estrenó en el Reino Unido el 27 de abril de 2020 en vídeo bajo demanda. En Estados Unidos llegó de forma limitada el 4 de diciembre de 2020.

## Recepción
La película recibió críticas mixtas de los críticos, y la actuación de Richard Dreyfuss recibió elogios. En julio de 2020, el 67% de las 52 reseñas compiladas por el agregador de reseñas Rotten Tomatoes fueron positivas, con una calificación promedio ponderada de 5.83 sobre 10. El consenso de los críticos del sitio web dice: "Astronaut no puede escapar del tirón gravitacional de los matices sentimentales de su historia, pero Richard Dreyfuss mantiene la película en una órbita agradablemente desviada".
En la película de la semana de Mark Kemorde del periódico británico The Guardian, afirma que "este drama melancólico de Shelagh McLeod (su primer largometraje como directora) puede no ser trascendental, pero conserva el poder de encantar, gracias en gran parte a una actuación central de Richard Dreyfuss que se encuentra entre sus mejores trabajos... es Dreyfuss quien lleva la película, arrastrándonos por las grietas de la narrativa, atrayéndonos a su mundo, proporcionando un elemento de magia muy necesario".
Variety consideró que la película no era creíble, advirtiendo a los espectadores que "redujeran sus expectativas" y que la cinematografía era "plana", sin embargo, concluyó que su directora "se había entregado a la inspiración". The Hollywood Reporter dijo que la inexperiencia de McLeod como directora dio como resultado que el guion se sintiera "un poco vacío, con personajes poco representados y un ritmo dramático que rara vez se acelera", pero que finalmente lo considera como un "esfuerzo respetable en general" para una directora debutante.
Stephen Dalton de The Hollywood Reporter, también dijo lo siguiente sobre la película: "El crédito se debe a (Richie) Lawrence, quien da vida al arquetipo de nieto impecable, melocotón y respetuoso de los mayores que no se ve en la pantalla desde Hollywood. Dreyfuss, de 71 años, ofrece una actuación otoñal digna, con poca vanidad, más actor que estrella. Su inquietante papel requiere que reduzca su energía característica, aunque McLeod lo complace con algunos placeres estallidos de la vieja intensidad maníaca y de hablar rápido. A veces, Angus casi podría ser un primo mayor de Roy Neary de Encuentros Cercanos del Tercer Tipo, todavía mirando obsesivamente los cielos, todavía soñando con las estrellas".

## Premios y nominaciones
| Año  | Premio                                      | Categoría                    | Receptor                  | Resultado | Ref.   |
| ---- | ------------------------------------------- | ---------------------------- | ------------------------- | --------- | ------ |
| 2019 | Festival Internacional de Cine de Edimburgo | Premio de la Audiencia       | Shelagh McLeod            | Nominado  | [ 4 ]  |
| 2020 | Canadian Screen Awards                      | Mejores Efectos Visuales     | Sam Javanrouh Helen Thach | Nominado  | [ 9 ]  |
| 2020 | National Film Awards                        | Mejor Película Independiente | Astronaut                 | Nominado  | [ 10 ] |
| 2020 | National Film Awards                        | Mejor Película               | Astronaut                 | Nominado  | [ 10 ] |
| 2020 | National Film Awards                        | Mejor Guion                  | Shelagh McLeod            | Nominado  | [ 10 ] |
| 2020 | National Film Awards                        | Mejor Actor                  | Richard Dreyfuss          | Nominado  | [ 10 ] |
| 2020 | National Film Awards                        | Mejor Director               | Shelagh McLeod            | Nominado  | [ 10 ] |
| 2020 | Young Artist Awards                         | Mejor Artista Joven          | Richie Lawrence           | Nominado  | [ 11 ] |